# ماركو غينتايل
ماركو غينتايل (بالهولندية: Marco Gentile)‏ هو لاعب كرة قدم هولندي، ولد في 24 أغسطس 1968 في لاهاي في هولندا. لعب مع أدو دين هاغ وفيلم تو تيلبورغ ونادي بيرنلي ونادي دمبرتون ونادي فولندام.

## وصلات خارجية
- ماركو غينتايل على موقع قاعدة بيانات كرة القدم.إي يو (الإنجليزية)
- ماركو غينتايل على موقع Soccerbase.com (لاعب) (الإنجليزية)